# راس کاتبرت (ورزشکار)
راس کاتبرت (انگلیسی: Ross Cuthbert; ۶ فوریهٔ ۱۸۹۲ – ۱ ژانویهٔ ۱۹۷۰) بازیکن هاکی روی یخ اهل کانادا بود.